# Zgurița, Drochia
Zgurița este un sat din raionul Drochia, Republica Moldova. 
Satul actual a rezultat din contopirea a trei localități: Zgura, la nord, sat moldovenesc vechi, menționat înainte de 1812; Nicorești, la nord-vest, alt sat moldovenesc vechi; Zgurița, la sud-est, colonie evreiască, înființată în a doua parte a secolului al XIX-lea, complet evacuată în contextul celui de-al doilea război mondial.
La nord de sat este amplasată râpa Zgurița, arie protejată din categoria monumentelor naturii de tip geologic sau paleontologic.

## Demografie
Conform recensământului populației din 2004, în sat trăiau 2.840 de persoane, dintre care 67,89% moldoveni/români, restul fiind ucraineni (27,25%), ruși (4,15%) și alte etnii: bulgari, țigani etc.

## Administrație și politică
Componența Consiliului local Zgurița (11 consilieri), ales la 5 noiembrie 2023, este următoarea:
|  | Partid                                       | Consilieri | Componență | Componență | Componență | Componență |
|  | -------------------------------------------- | ---------- | ---------- | ---------- | ---------- | ---------- |
|  | Partidul Socialiștilor din Republica Moldova | 4          |            |            |            |            |
|  | Candidat independent DMITRI RUSS             | 1          |            |            |            |            |
|  | Partidul „Renaștere”                         | 2          |            |            |            |            |
|  | Partidul Comuniștilor din Republica Moldova  | 2          |            |            |            |            |
|  | Candidat independent SILVIA TARNOVSCHI       | 1          |            |            |            |            |
|  | Partidul Acțiune și Solidaritate             | 1          |            |            |            |            |

## Personalități

### Născuți în Zgurița
- Mordehai Goldenberg (1883–1941), poet, profesor și jurnalist evreu basarabean
- Pedro Sprinberg (1889–1974), jurnalist, gazdă radio, și editor argentinian și uruguayan
- Mauricio Sprinberg (1891–1981), jurnalist și dramaturg argentinian
- Enta Mash (1922–2013), scriitoare israeliană
- Victor Peleneagră (n. 1959), poet, dramaturg și eseist rus

## Galerie de imagini

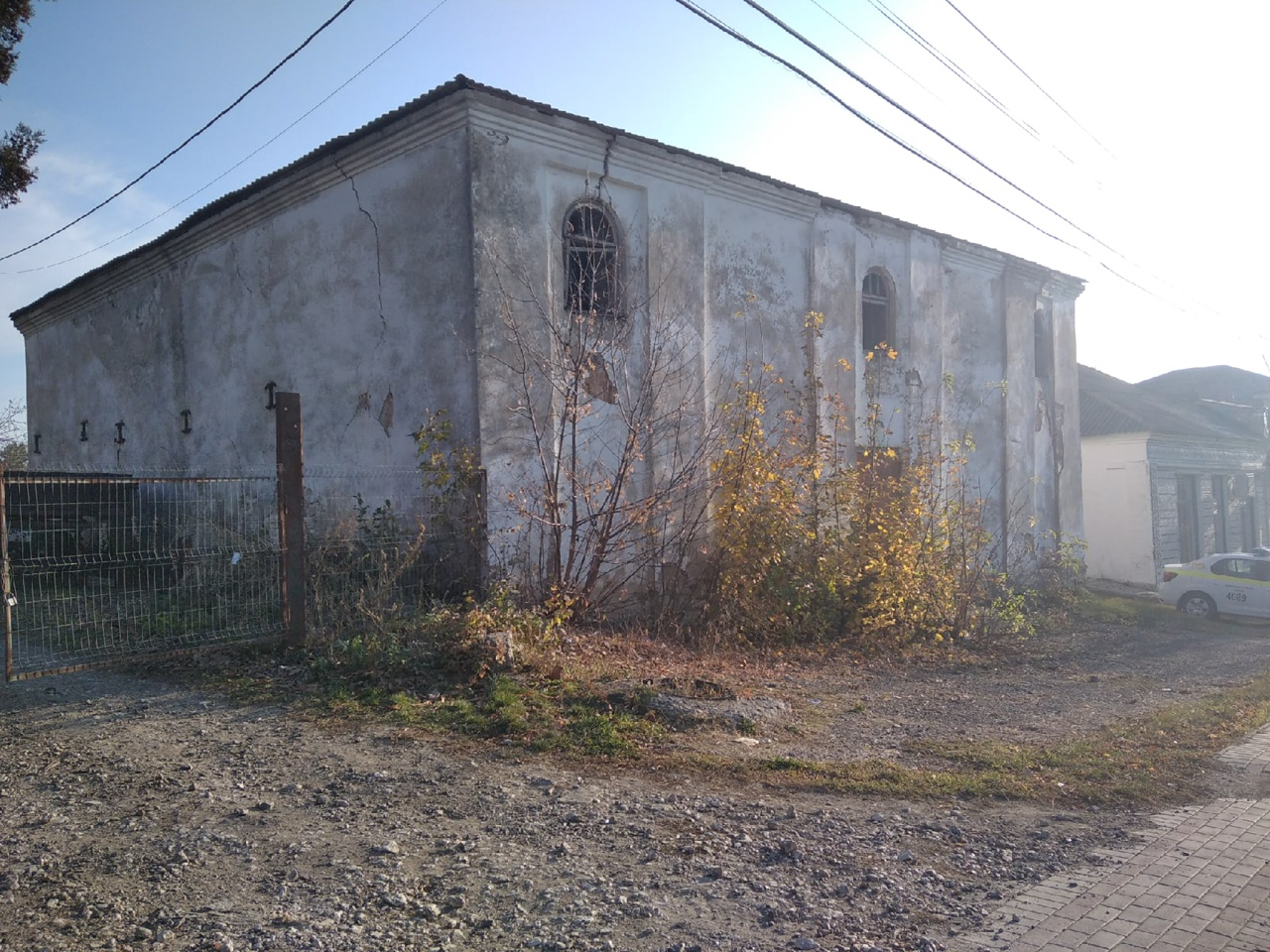
Una dintre cele 5 sinagogi existente cândva.
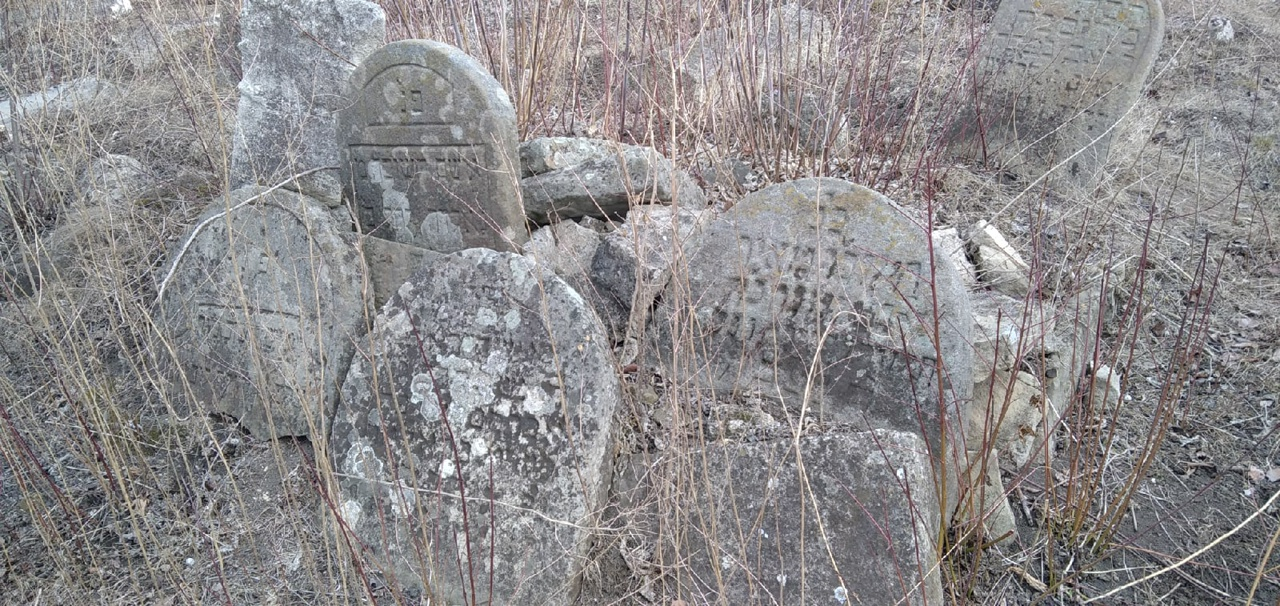
Pietre funerare evreiești în cimitirul din localitate.
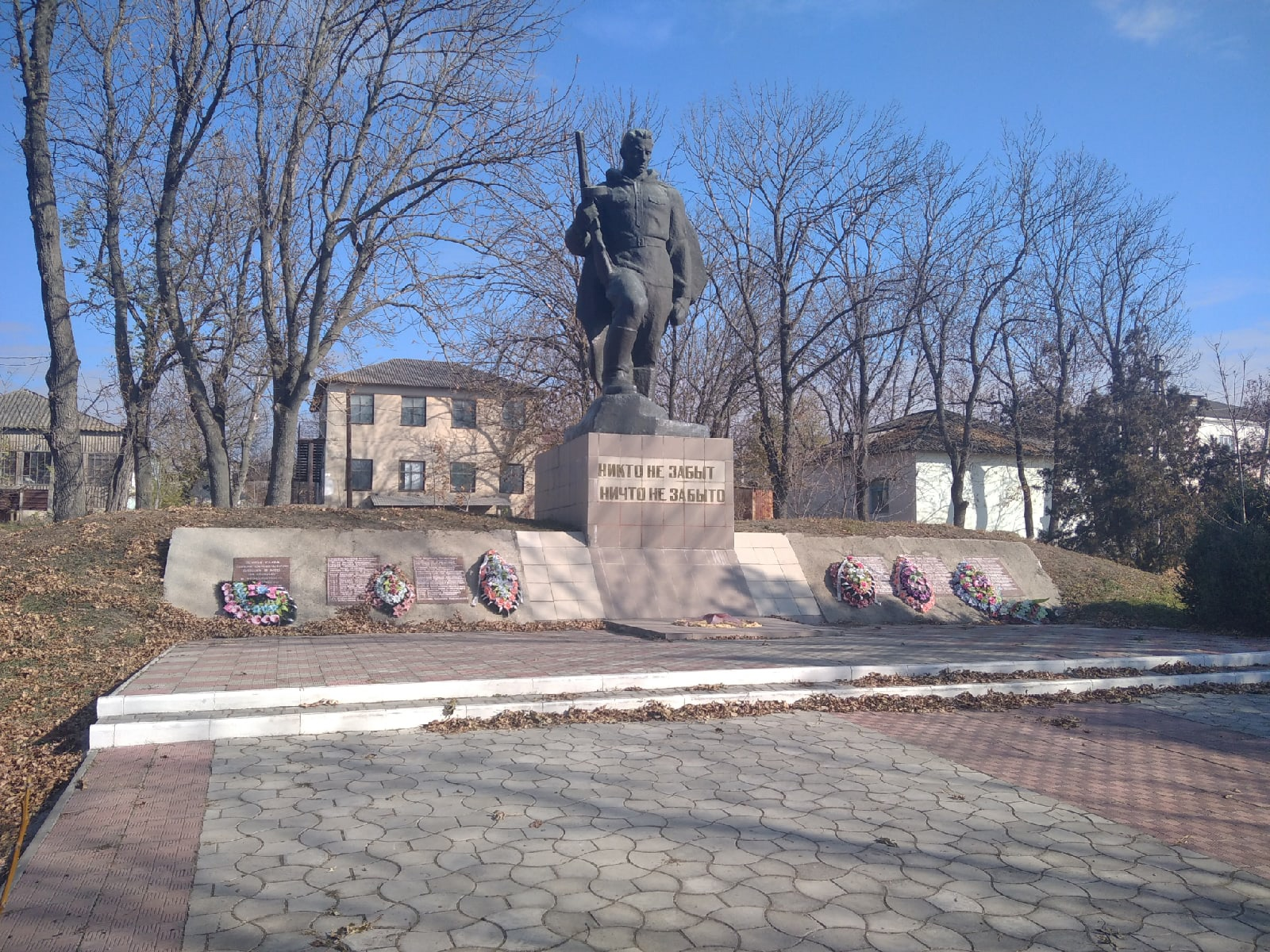
Monumentul ostașilor căzuți din localitate.
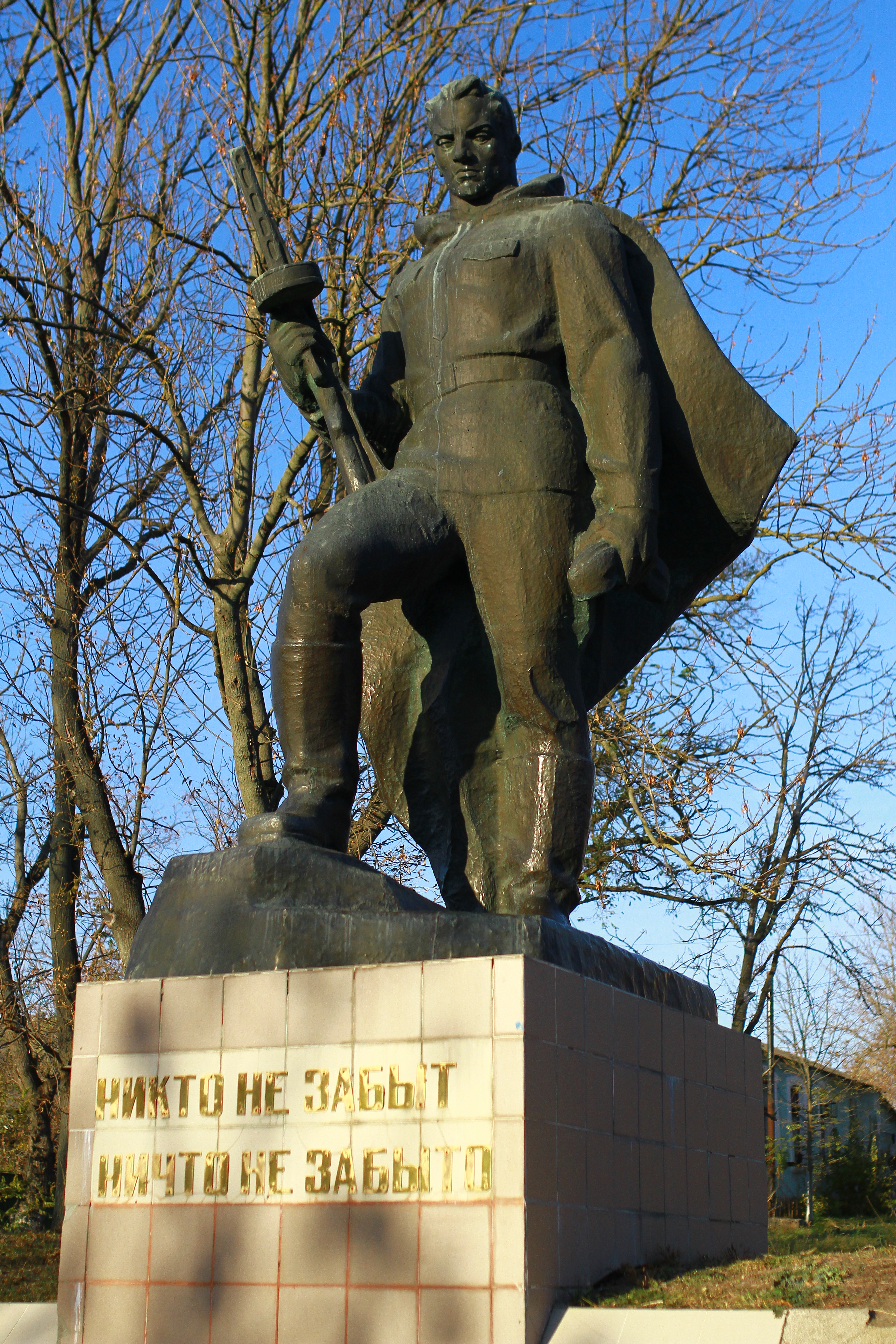
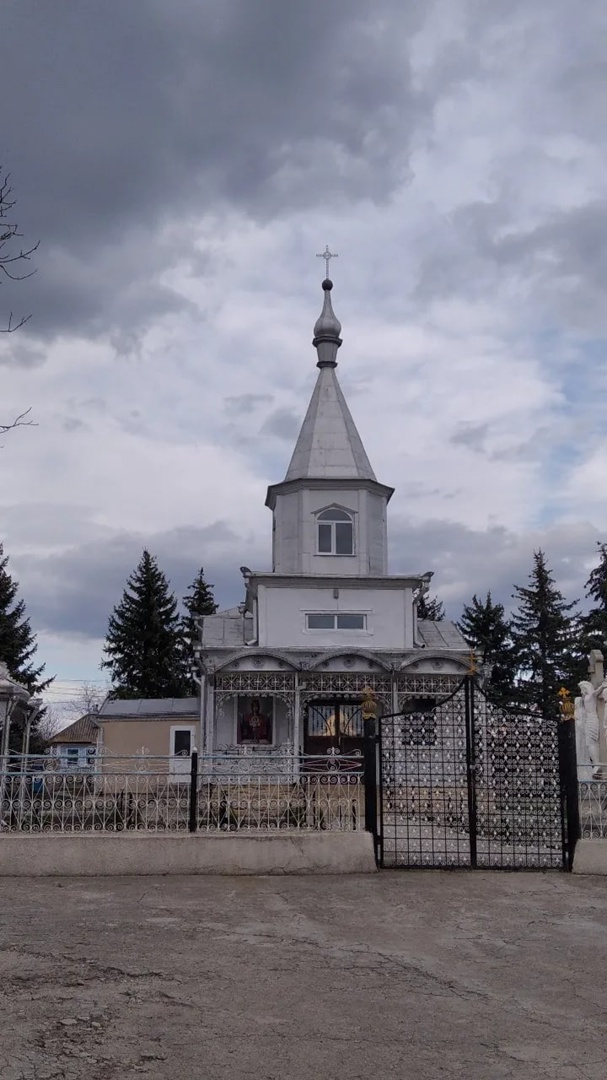
Biserica din localitate
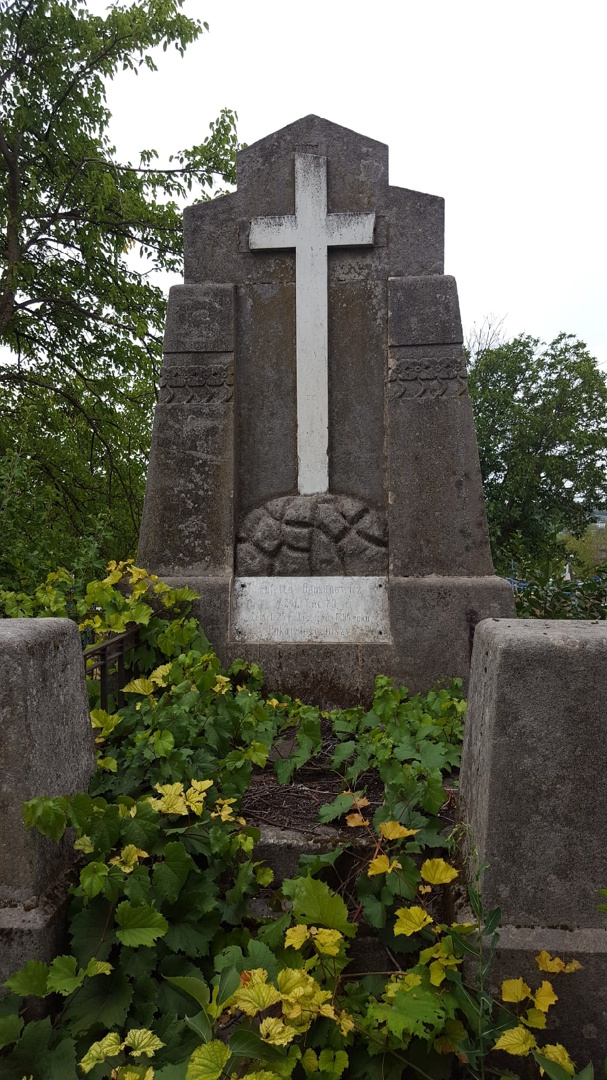
Mormântul unui cleric polonez la cimitirul din cartierul Nicorești.
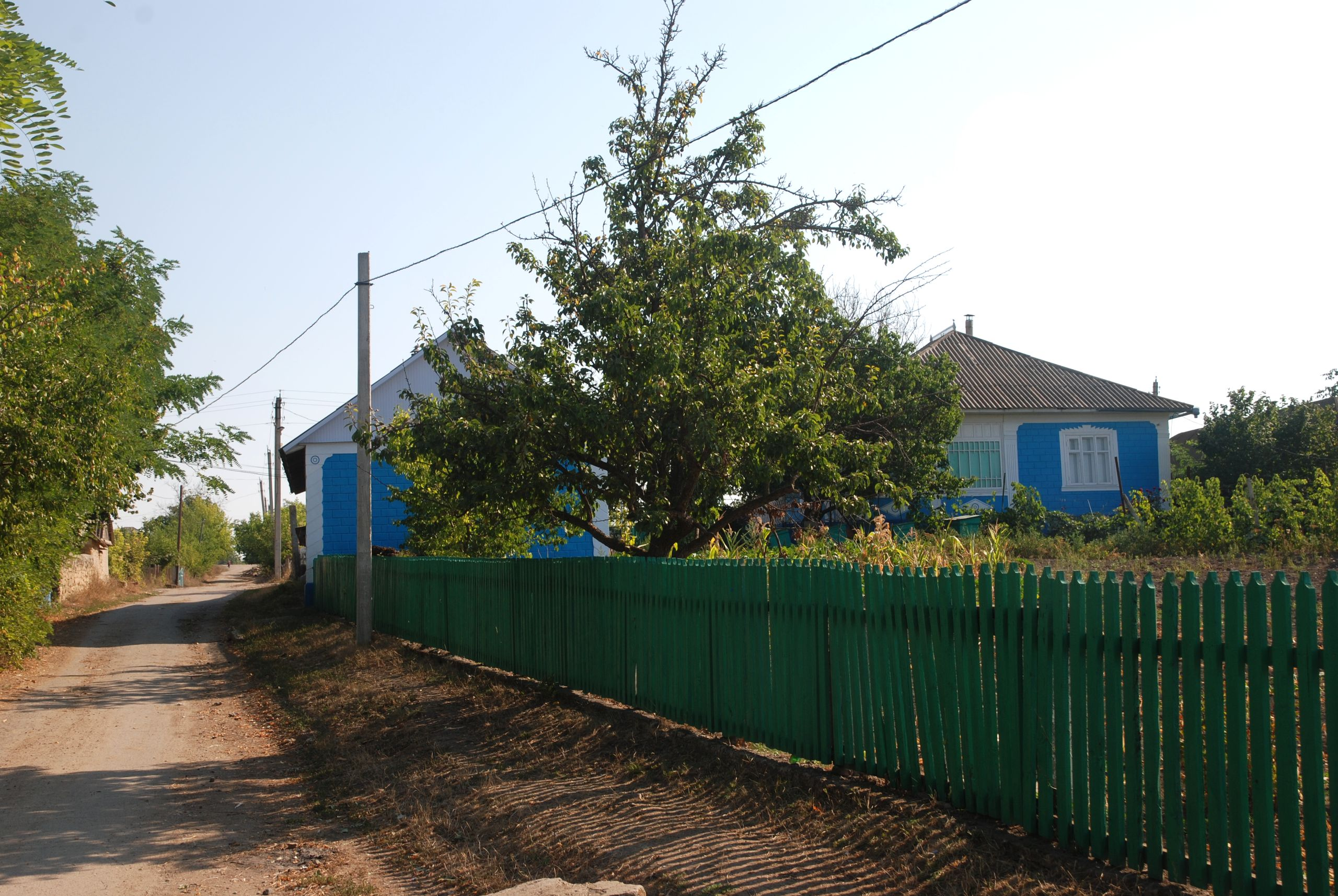
Case individuale
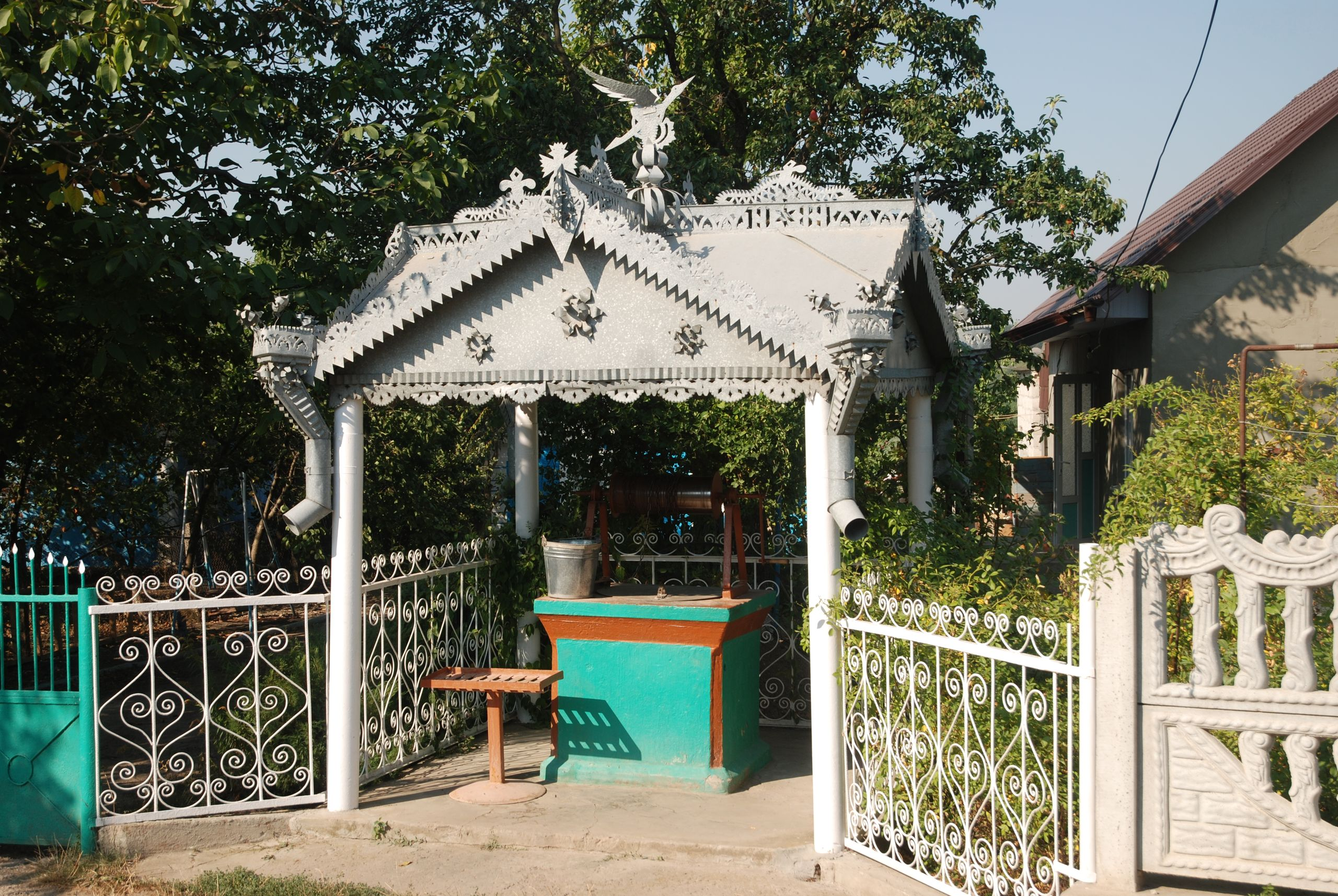
Fântână ornamentată popular